# Jan Brant
Jan Brant (Brantis, niewłaściwie Brand, Brandt, Brandus) (ur. w sierpniu 1554 w Poznaniu, zm. 27 maja 1602 we Lwowie)  – jezuita, teolog i kompozytor.

## Życiorys
Urodził się w rodzinie poznańskiego kupca Marcina i Doroty. W Poznaniu i Wągrowcu studiował nauki humanistyczne. 25 stycznia 1571 wstąpił do nowicjatu jezuickiego w Braniewie. Tam gdzie przez pół roku studiował retorykę. Jeszcze w tym samym roku został wysłany na studia filozoficzne do Wilna. Między 1575 a 1578 (kiedy otrzymał święcenia kapłańskie) prawdopodobnie pracował jako nauczyciel, uczył w Poznaniu, by później pojechać do Rzymu na studia teologiczne. Ukończywszy je, pełnił w Rzymie funkcję penitencjarza przy kościele Św. Piotra. Po powrocie do kraju działał od 1586 w Poznaniu jako kaznodzieja, profesor i prefekt kolegium jezuickiego, którego w 1592 został prorektorem. W latach 1593–1597 nauczał w kolegium wileńskim. Wróciwszy ponownie do Poznania, kontynuował wykładanie w latach 1597/98 jako consultor rectoris, by w 1598 zostać rektorem w kolegium w Pułtusku. Po skończeniu kadencji jeszcze raz pojechał do Rzymu, z którego wróciwszy w 1601 roku, otrzymał stanowisko superiora rezydencji lwowskiej, które piastował aż do śmierci.
Z jego opublikowanych prac zachowały się: Disputatio Theologica De iustificatione peccatoris (Poznań 1591) i Kazanie pogrzebne [...] miane przy pogrzebie [...] Jerzego Chodkiewicza (Wilno 1596); był też autorem śpiewnika Pieśni różne pospolite o różnych pobożnych potrzebach, roku 1601. Biblioteka Uniwersytetu w Uppsali posiada ok. 12 jego kompozycji wokalnych do tekstów łacińskich.